# Гостра судинна недостатність
Гостра судинна недостатність (інколи помилково колапс) — загрозливий для життя людини стан, що характеризується падінням кров'яного тиску та погіршенням кровопостачання життєво важливих органів. Є синдромом та невідкладним станом.
Проявляється різкою слабкістю, загостреними рисами обличчя, блідістю, похолоданням кінцівок. Виникає при інфекційних хворобах, отруєннях, великій крововтраті, передозуванні та ін.
Проявляється у формі непритомності, колапсу та шоку.

## Патогенез
Гостра судинна недостатність (ГСН) розвивається у випадках виникнення вираженої невідповідності між ємністю судинного русла та об'ємом циркулюючої крові. Одним з провідних факторів, що зумовлюють ГСН, є зменшення ОЦК (ангідремія при дегідратації найрізноманітнішого походження).
При гіповолемії різко зменшується наповнення кров'ю порожнин серця та аорти, падає систолічний об'єм серця та на цій основі спрацьовує захисний нервово-рефлекторний механізм у вигляді спазму артеріол та послаблення капілярного кровообігу (перш за все у м'язах, шкірі, внутрішніх органах). Це перша фаза шоку. У подальшому, при відсутності ефекту від такої захисної реакції, відбувається рефлекторне розширення артеріол та периферійна опірність току крові зменшується.
Значне наповнення кров'ю периферійних судин може посилитися парезом периферійних артеріол на ґрунті ураження вазомоторного центру токсинами бактеріального та іншого походження, токсичним ураженням судинних мембран та збільшенням їхньої проникності. В результаті порушення периферійної гемодинаміки страждає функція внутрішніх органів, діяльність ЦНС, погіршуються окисно-відновні процеси та обмін речовин, виникають гіпоксемія та гіпоксія, азотемія та ацидоз. У таких умовах пригнічується функція наднирників, на цьому ґрунті падає тонус симпатичної нервової системи, погіршується периферійна гемодинаміка внаслідок додаткових вазодилатуючих неврогенних впливів.
Легка форма ГСН може розвиватися як наслідок гострого рефлекторного парезу судинного тонусу з тимчасовою анемією мозку та короткочасною втратою свідомості.

## Клінічні ознаки
У залежності від особливостей етіології, патогенезу та клінічних проявів ГСН розрізняють три варіанти колапса:
- симпатонічний
- ваготонічний
- паралітичний

Цей поділ умовний, тому що у динаміці розвитку колапсу можуть змінюватися тонус симпатичного ЦНС та її вплив на тонус артеріальних судин та капілярів.
Симпатонічний колапс зумовлений спазмом артеріол та централізацією кровообігу (скупчення крові у порожнинах серця та великих магістральних судинах). При цьому максимальний АТ спочатку підвищений, а потім знижується; характерні зменшення пульсового тиску, тахікардія. Цей вид колапса спостерігається при значних крововтратах, у початковому періоді кишкового токсикозу з ексикозом, нейротоксикозі, тяжких пневмоніях.
При ваготонічному колапсі різко падає АТ через раптове та значне розширення артеріол та артеріо-венозних анастомозів, що призводить до ішемії мозку та припинення його функції. Зазвичай він проявлюється при обмороці, недостатності кори наднирників, гіпоглікемічних станах, анафілактичному шоці. Для ваготонічного колапса характерна значна різниця між максимальним та мінімальним АТ. Нерідко відмічається брадикардія.
Паралітичний колапс виникає як наслідок пасивного розширення капілярів через виснаження механізмів регуляції кровообігу при тяжких патологічних станах (нейротоксикоз, глибокий ексикоз, діабетична кома та ін.). Симптомами для цього колапсу є ниткоподібний пульс, виражена тахікардія, різке зниження максимального та мінімального АТ.
Взагалі для клініки колапсу незалежно від його генезу є типовими такі ознаки: виражена блідість шкірних покривів з мармуровим малюнком, ціаноз губ, вологість та зниження температури шкіри, гіпотермія, холодні кінцівки. Риси обличчя зогострюються, зіниці розширені, реакція їх на світло знижена. Пульс ниткоподібний, прискорений, АТ знижений.

### Непритомність
Спостерігається у практично здорових людей після тривалого перебування у душному приміщенні, при вигляді крові, перевтомі, а також після крововтрати та при захворюваннях серцево-судинної системи. У розвитку непритомності важливу роль грає порушення нервово-рефлекторної регуляції серцево-судинної системи з недостатністю кровопостачання. Непритомність проявляється раптовою слабкістю, відчуттям нудоти, запаморочення, потемнінням у очах та швидкою втратою свідомості. Пульс слабо наповнений, АТ низький, хворий блідий. М'язи розслаблені, судом не буває. Цей стан триває декілька хвилин, проходить самостійно.

### Колапс та шок
Виражена судинна недостатність проявляється синдромом колапсу та шоку. Вона може виникнути при гострих інфекційних хворобах (наприклад, при крупозній пневмонії), масивних кровотечах, інфаркті міокарда, тяжкій алергічній реакції з розвитком анафілактичного шоку, опіках та інших гострих захворюваннях, які протікають з різким болем (наприклад, травмах), різних тяжких інтоксикаціях. Велике значення має зменшення об'єму циркулюючої крові.
Клінічні прояви часто пов'язані із симптомами основного захворювання, що викликало ГСН. Однак можливий первинний розвиток колапсу без видимих причин для нього. Часто це має місце при прихованій масивній крововтраті, безболючим перебігом інфаркту міокарда, деяких інтоксикаціях.
Тривалість ГСН може бути різною. Анафілактичний шок при введенні різних алергенів, наприклад медикаментів, може тривати від декількох хвилин до доби та більше, що залежить від кількості введеного алергену. При цьому шок виникає внаслідок збільшення судинної проникності та виходу значної частини крові з кров'яного русла у тканини. Травматичний шок має так звану еректильну фазу, при якій хворий збуджений, часто страждає від болю, при цьому АТ може бути підвищеним. Дещо пізніше виникають явища судинної недостатності. При інфаркті міокарда судинна недостатність може поєднуватися із серцевою недостатністю та застоєм у малому колі кровообігу.

## Лікування
Лікування тісно пов'язане з терапією основного захворювання. Важливо ліквідувати біль введенням наркотиків: морфіну, пантопону. Необхідно надати хворому горизонтальне положення, зігріти за допомогою грілок. Медикаментозне лікування починають з введення тонізуючих, збуджуючих засобів під шкіру (кордіамін, мезатон, сульфокамфокаїн). При недостатньому ефекті цих препаратів вводять крапельно в/в 1-2 мл 0,2 % розчину норадреналіну у розчині глюкози або ізотонічному розчині хлориду натрію (150—200 мл). Ефективним є внутрішньовенне крапельне введення гідрокортизону (100—200 мг та більше у залежності від тяжкості СН). Важливе значення має також в/в введення кровозамінників (поліглюкін, плазма крові та ін.), що збільшують об'єм циркулюючої рідини.